# Råå vattentorn
Råå vattentorn är ett oanvänt vattentorn i södra delen av Helsingborg från år 1916.

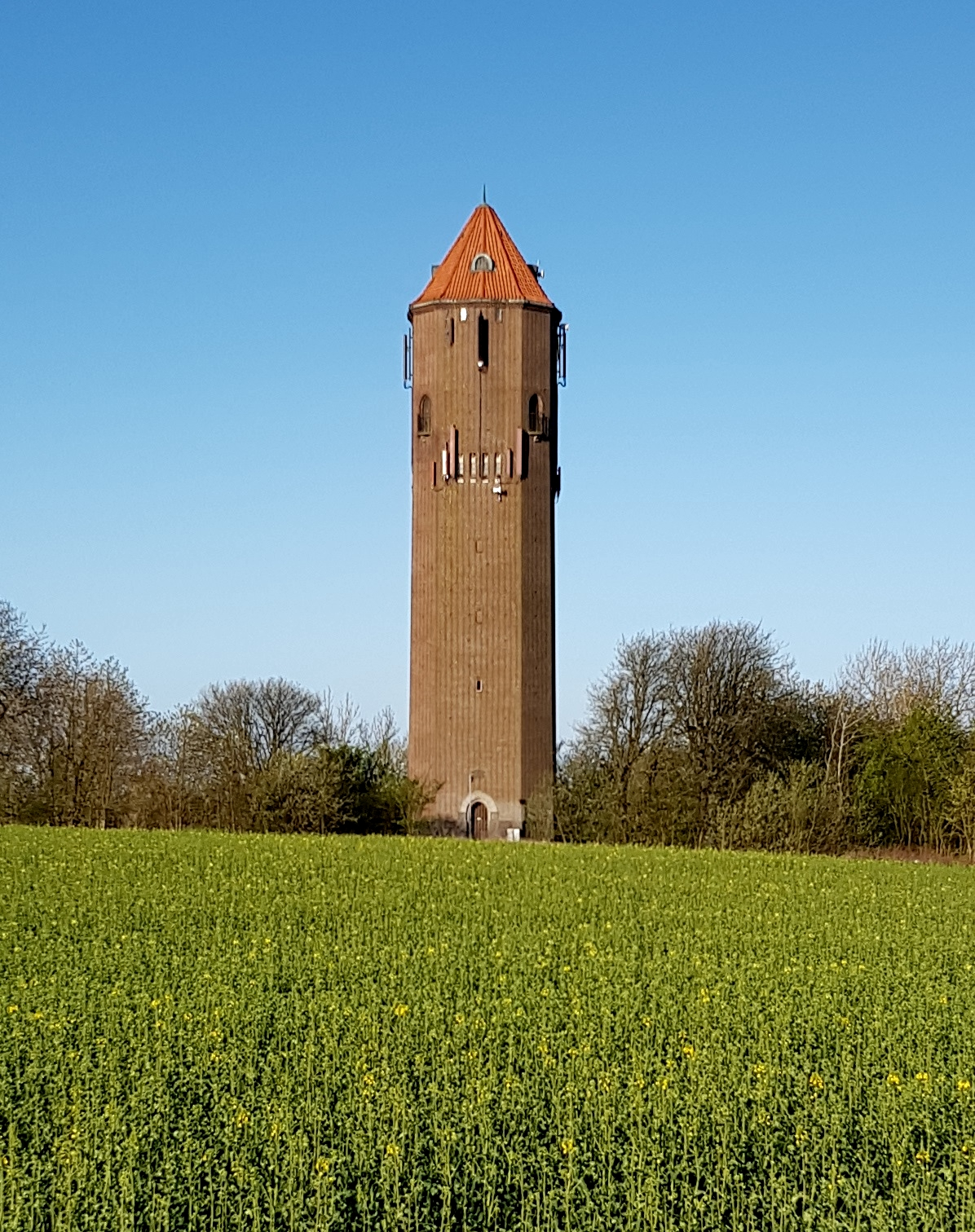
Råå vattentorn.

Råå vattentorn uppfördes uppe på landborgen för Råå municipalsamhälle i rödbrunt Helsingborgstegel. Arkitekt var, den på sin tid välkända,  August Ewe från Malmö. Vattentornet är 30 meter högt och rymmer 200 kubikmeter vatten.
När Råå införlivades i Helsingborg år 1918 kopplades vattenledningsnäten ihop. Vattentornet i Råå var emellertid lägre än Helsingborgs vattentorn i Slottshagen. Tryckförhållandena blev fel så  tornet i Råå kom aldrig till användning som vattentorn. Det användes dock under många år som nätstation av elverket. 
Trots upprepade hot om rivning står vattentornet kvar som ett riktmärke för sjöfarande på Öresund. Det renoverades på 1980-talet och är i bra skick med fasadbelysning och ljus i tornfönstren.